# Casa di Marte e Venere

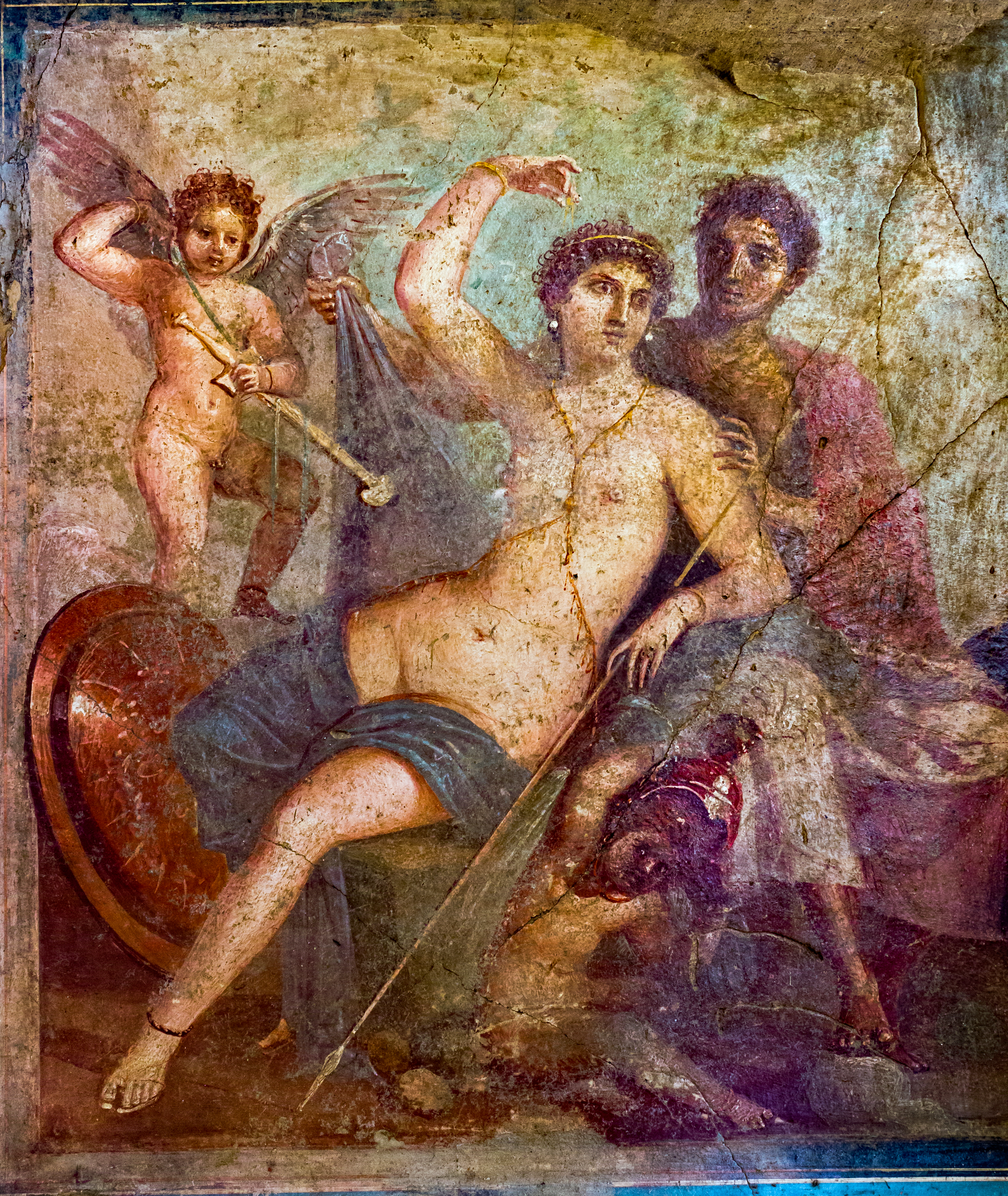
Mars und Venus

Die Casa di Marte e Venere (Haus des Mars und der Venus, auch Casa delle Nozze di Ercole, Haus der Hochzeit des Herakles) ist ein Haus in Pompeji (VII.9. 47), das 1820 ausgegraben wurde. Es erhielt seinen heutigen Namen von einem Wandbild, das die Göttin Venus zusammen mit dem Gott Mars zeigt. Das Bild befindet sich heute im Archäologischen Nationalmuseum Neapel. Das Haus war einst reich mit Malereien dekoriert, die aber heute zum großen Teil stark verblasst oder verschwunden sind.

## Beschreibung
Das Haus besitzt ein Atrium, dahinter ein Tablinum und dahinter wiederum ein auf drei Seiten mit Säulen geschmücktes Peristyl. Das bekannte Gemälde der Venus und des Mars fand sich auf einer Wand im Tablinum. Das Atrium war einst auch ausgemalt. Die Kopie eines Landschaftsgemäldes ist überliefert. Ein Nebenzimmer war mit einfachen Malereien im 3. Stil ausgemalt. Es fanden sich hier rote neben gelben Feldern. Im oberen Teil der Malerei befand sich ein Fries, der die Heirat des Herakles vor einem Tempel mit der Statue der Venus im Zentrum zeigte. Das Bild gab dem Haus seinen zweiten modernen Namen. Lawrence Richardson Jr. schreibt das Bild der Venus und des Mars dem Telephus-Maler zu, den er für einen der besten Maler des 4. Stils hält. Das Motiv der Venus und des Mars war sehr beliebt in Pompeji und ist in verschiedenen Kopien erhalten, von denen diese die künstlerisch wertvollste ist.